# Ida Marie Hagen
Ida Marie Hagen (18 agosto 2000) è una combinatista nordica norvegese, vincitrice della Coppa del Mondo nel 2024.

## Biografia
Originaria di Bærum e attiva dall'agosto del 2014, la Hagen ha esordito in Coppa Continentale il 14 dicembre 2018 a Steamboat Springs (5ª) e in Coppa del Mondo il 3 dicembre 2021 a Lillehammer (5ª); l'11 dicembre successivo ha conquistato a Otepää il primo podio nel massimo circuito internazionale (2ª) e il 6 gennaio 2023 la prima vittoria, nella gara a squadre mista disputata nella medesima località, mentre ai successivi Mondiali di Planica 2023, sua prima presenza iridata, ha vinto la medaglia d'oro nella gara a squadre mista e si è classificata 4ª nel trampolino normale. Al termine della stagione 2023-2024 ha vinto sia la Coppa del Mondo generale sia quella di compact; ai Mondiali di Trondheim 2025 ha vinto la medaglia d'oro nella gara a squadre mista, quella d'argento nella gara individuale e si è piazzata 10ª nella partenza in linea.

## Palmarès

### Mondiali
- 3 medaglie:
  - 2 ori (gara a squadre mista a Planica 2023; gara a squadre mista a Trondheim 2025)
  - 1 argento (trampolino normale a Trondheim 2025)

### Coppa del Mondo
- Vincitrice della Coppa del Mondo nel 2024
- Vincitrice della Coppa del Mondo di compact nel 2024
- 34 podi (32 individuali, 2 a squadre):
  - 19 vittorie (17 individuali, 2 a squadre)
  - 13 secondi posti (individuali)
  - 2 terzi posti (individuali)

#### Coppa del Mondo - vittorie
| Data             | Località                | Nazione  | Trampolino                  | Spec.                                                                                  |
| ---------------- | ----------------------- | -------- | --------------------------- | -------------------------------------------------------------------------------------- |
| 6 gennaio 2023   | Otepää                  | Estonia  | Tehvandi HS97               | T NH/2x2,5 km + 2x5 km (con Jens Lurås Oftebro, Gyda Westvold Hansen e Jørgen Graabak) |
| 16 dicembre 2023 | Ramsau am Dachstein     | Austria  | W90-Mattensprunganlage HS98 | IC NH/5 km                                                                             |
| 14 gennaio 2024  | Oberstdorf              | Germania | Schattenberg HS106          | IC NH/5 km                                                                             |
| 28 gennaio 2024  | Schonach im Schwarzwald | Germania | Langenwaldschanze HS100     | IN NH/8 km                                                                             |
| 2 febbraio 2024  | Seefeld in Tirol        | Austria  | Toni Seelos HS109           | IN NH/5 km                                                                             |
| 3 febbraio 2024  | Seefeld in Tirol        | Austria  | Toni Seelos HS109           | IC NH/5 km                                                                             |
| 10 febbraio 2024 | Otepää                  | Estonia  | Tehvandi HS97               | IN NH/5 km                                                                             |
| 11 febbraio 2024 | Otepää                  | Estonia  | Tehvandi HS97               | IN NH/5 km                                                                             |
| 9 marzo 2024     | Oslo                    | Norvegia | Holmenkollen HS106          | IN NH/5 km                                                                             |
| 16 marzo 2024    | Trondheim               | Norvegia | Granåsen HS100              | T NH/2x2,5 km+2x5 km (con Jens Lurås Oftebro, Gyda Westvold Hansen e Jørgen Graabak)   |
| 17 marzo 2024    | Trondheim               | Norvegia | Granåsen HS100              | IN NH/7,5 km                                                                           |
| 6 dicembre 2024  | Lillehammer             | Norvegia | Lysgårdsbakken HS98         | IN NH/5 km                                                                             |
| 7 dicembre 2024  | Lillehammer             | Norvegia | Lysgårdsbakken HS98         | IC NH/5 km                                                                             |
| 20 dicembre 2024 | Ramsau am Dachstein     | Austria  | W90-Mattensprunganlage HS98 | MS NH/5 km                                                                             |
| 21 dicembre 2024 | Ramsau am Dachstein     | Austria  | W90-Mattensprunganlage HS98 | IC NH/5 km                                                                             |
| 18 gennaio 2025  | Schonach im Schwarzwald | Germania | Langenwaldschanze HS100     | IN NH/5 km                                                                             |
| 19 gennaio 2025  | Schonach im Schwarzwald | Germania | Langenwaldschanze HS100     | IC NH/5 km                                                                             |
| 31 gennaio 2025  | Seefeld in Tirol        | Austria  | Toni Seelos HS109           | MS NH/5 km                                                                             |
| 8 febbraio 2025  | Otepää                  | Estonia  | Tehvandi HS97               | IN NH/5 km                                                                             |

Legenda:

IN = individuale Gundersen

IC = individuale compact

MS = partenza in linea

T = gara a squadre

NH = trampolino normale